# Seule la vie...
Pour plus de détails, voir Fiche technique et Distribution.
Seule la vie... ou La Vie en soi au Québec (Life Itself) est un drame américano-espagnol écrit et réalisé par Dan Fogelman, sorti en 2018.

## Synopsis
Des rues de New York à l'Espagne, une histoire d'amour multi-générationnelle réunit plusieurs personnes liées à un couple et à un événement.

## Fiche technique
- Titre original : Life Itself
- Titre français : Seule la vie...
- Titre québécois : La Vie en soi
- Réalisation et scénario : Dan Fogelman
- Photographie : Brett Pawlak
- Montage : Julie Monroe
- Musique : Federico Jusid
- Photographie : Brett Pawlak
- Production : Marty Bowen et Wyck Godfrey
- Sociétés de production : FilmNation Entertainment, Nostromo Pictures et Temple Hill Entertainment
- Société de distribution : Amazon Studios
- Pays de production :  États-Unis et  Espagne
- Langues originales : anglais et espagnol
- Durée : 117 minutes
- Dates de sortie :
  - États-Unis : 21 septembre 2018
  - France : 31 octobre 2018

## Distribution
- Oscar Isaac (VF : Hugo Becker ; VQ : Patrice Dubois) : Will Dempsey
- Olivia Wilde (VF : Ingrid Donnadieu ; VQ : Catherine Proulx-Lemay) : Abby Dempsey
- Annette Bening (VF : Micky Sébastian ; VQ : Marie-Andrée Corneille) : Dr. Kate Morris

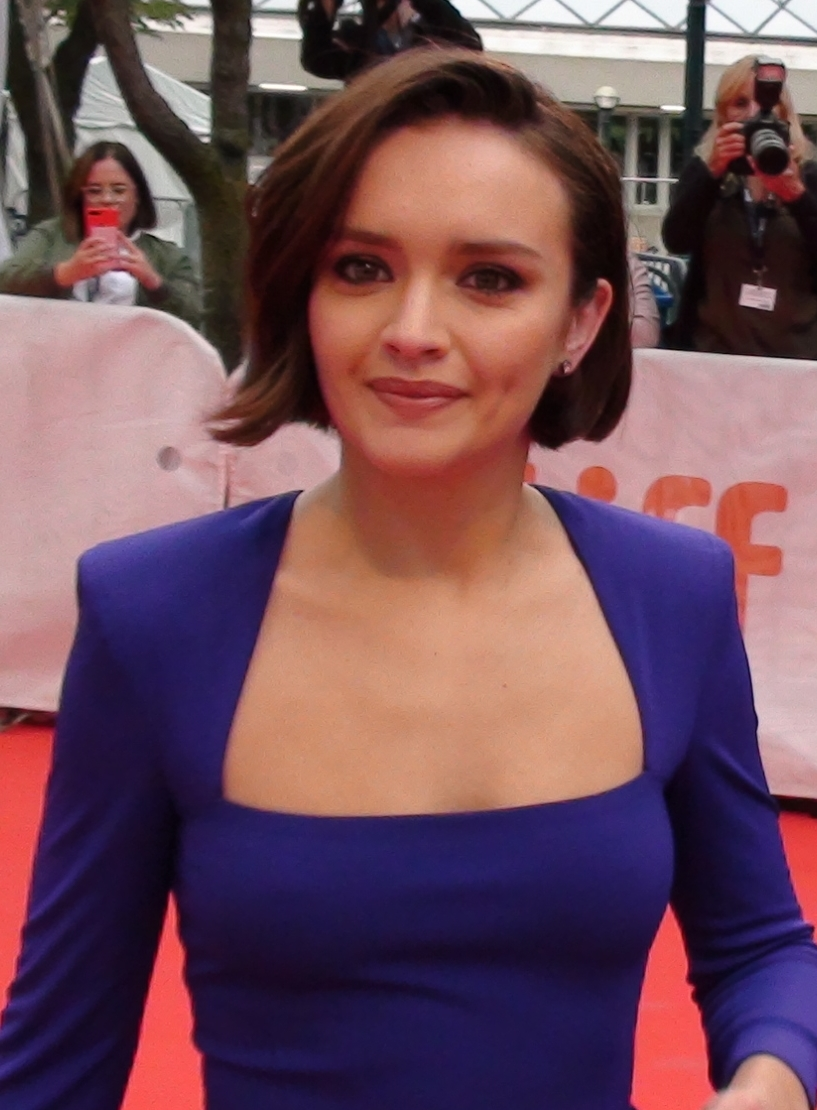
L'actrice Olivia Cooke à la première du film au TIFF 2018.

- Mandy Patinkin (VQ : Guy Nadon) : Irwin, le père de Will
- Jean Smart : Linda, la mère de Will
- Olivia Cooke (VF : Léopoldine Serre ; VQ : Catherine Brunet) : Dylan
- Antonio Banderas (VF : Eric Herson-Macarel ; VQ : Manuel Tadros) : Mr. Saccione
- Sergio Peris-Mencheta (VF : Benjamin Penamaria ; VQ : Louis-Philippe Dandenault) : Javier
- Laia Costa (VF : Marie Tirmont ; VQ : Ariane-Li Simard-Côté) : Isabel
- Àlex Monner (VF : Gauthier Battoue) : Rodrigo
- Isabel Durant (VQ : Mylène Mackay) : Shari Dickstein
- Lorenza Izzo : Elena Dempsey-Gonzalez
- Samuel L. Jackson (VF : Thierry Desroses ; VQ : Éric Gaudry) : lui-même
- Jake Robinson : Henry, le premier personnage
- Jordana Rose : Abby, enfant
- Alisa Sushkova : Dylan, bébé
- Kya Kruse : Dylan, enfant
- Adrian Marrero : Rodrigo, enfant